# Březová (Opavai járás)
Březová település Csehországban, a Opavai járásban. Březová Větřkovice, Radkov, Vrchy, Fulnek, Vítkov, Hradec nad Moravicí és Skřipov településekkel határos. Lakosainak száma 1406 fő (2024. január 1.).

## Népesség
A település lakosságának változását az alábbi diagram mutatja:
| Lakosok száma | 1755 | 1671 | 1690 | 1067 | 1252 | 1294 | 1377 | 1391 | 1386 | 1406 |
|               | 1869 | 1890 | 1921 | 1950 | 1980 | 2001 | 2017 | 2019 | 2022 | 2024 |